# 5439 Кутюр'є
5439 Кутюр'є (5439 Couturier) — астероїд головного поясу, відкритий 14 вересня 1990 року.
Тіссеранів параметр щодо Юпітера — 3,037.